# The Godfather Part II
The Godfather Part II er en amerikansk film fra 1974 instrueret af Francis Ford Coppola. Filmen er anden del i en trilogi baseret på Mario Puzos roman The Godfather, der følger en fiktiv mafiafamilie i USA over flere generationer. Filmen er film nr. 2 i Godfather-trilogien.
Filmen vandt seks Oscar-statuetter, deriblandt en Oscar for bedste film. Det var den eneste efterfølger, som har modtaget en Oscar for bedste film, indtil Ringenes Herre - Kongen vender tilbage i 2003.

## Medvirkende
- Al Pacino som Michael Corleone
- Robert Duvall som Tom Hagen
- Diane Keaton som Kay Adams Corleone
- Robert De Niro som Vito Corleone
  - Oreste Baldini som ung Vito Corleone
- John Cazale som Fredo Corleone
- Talia Shire som Connie Corleone
- Lee Strasberg som Hyman Roth
- Michael V. Gazzo som Frank Pentangeli
- G. D. Spradlin som Senator Pat Geary
- Richard Bright som Al Neri
- Gastone Moschin som Don Fanucci
- Tom Rosqui som Rocco Lampone
- Bruno Kirby som young Peter Clemenza
- Frank Sivero som Genco Abbandando
- Morgana King som Mama Carmela Corleone
  - Francesca De Sapio som ung Carmela Corleone
- Marianna Hill som Deanna Corleone
- Leopoldo Trieste som Signor Roberto
- Dominic Chianese som Johnny Ola
- Amerigo Tot som Bussetta, Michaels sicilianske bodyguard
- Troy Donahue som Merle Johnson
- Joe Spinell som Willi Cicci
- Abe Vigoda som Salvatore Tessio
  - John Aprea som ung Tessio
- Harry Dean Stanton som FBI-agent
- Carmine Caridi som Carmine Rosato
- Danny Aiello som Tony Rosato
- James Caan som Sonny Corleone
- Gianni Russo som Carlo Rizzi
- Roger Corman som Senator #2